# Julius Alexander (Bankier)
Julius Alexander (geboren 6. August 1838 in Berlin; gestorben 12. Dezember 1906 ebenda) war ein deutscher Bankier. Er war Vorstand der 1868 gegründeten Preußischen Boden-Credit-Actien-Bank in Berlin.

## Leben und Werk
Er war der Sohn von Joseph Alexander und dessen Ehefrau Pauline geborene Weyl. Alexander wurde Vorstand der Preußischen Boden-Credit-Actien-Bank in Berlin, zweiter stellvertretender Vorsitzender des Gesamtbörsenvorstands, des Börsenvorstands Abteilung Fondsbörse und der Zulassungsstelle an der Berliner Börse.
Er gehörte dem jüdischen Hilfsverein Gesellschaft der Freunde an.
Sein Grabmal befindet sich auf dem Jüdischen Friedhof in Berlin, Schönhauser Allee.
Der Bankdirektor Carl Alexander und der Jurist Edmund Alexander sind seine Söhne.